# Jadvyga Juškytė

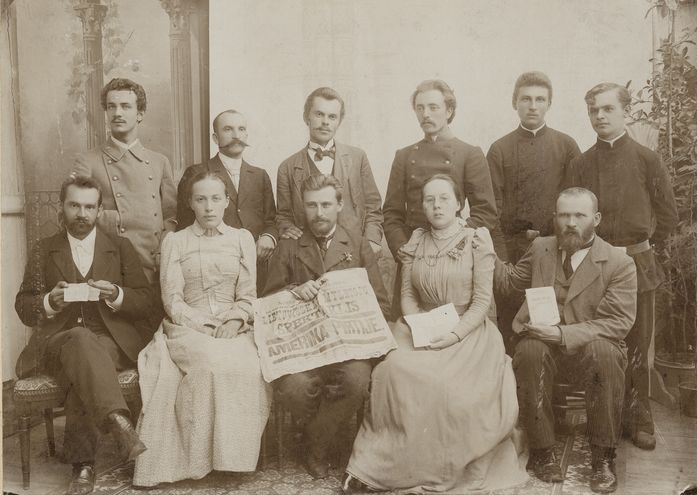
Organizatorzy i organizatorki pierwszego przedstawienia teatralnego w języku litewskim pt. Amerika pirtyje, 1899 r. Od lewej siedzą: Žalnieriukynas, Jadvyga Juškytė, Liudas Vaineikis, Stanislava Jakševičiūtė-Venclauskienė, Feliksas Janušis. Od lewej stoją: Vladislovas Mongirdas, Empacheris, Augustinas Janulaitis, Povilas Višinskis, Gabalis i Stanislovas Kuizinas

Jadvyga Teofilė Juškytė (ur. 13 stycznia 1869 w Pernarowie, lit. Pernarava, wówczas w Imperium Rosyjskim, zm. 16 marca 1948 w Milwidach, lit. Milvydai) – litewska nauczycielka, folklorystka, publicystka i działaczka narodowa, aktywna uczestniczka litewskiego odrodzenia narodowego.

## Życiorys

### Wczesne lata
Urodziła się w rodzinie drobnoszlacheckiej w Pernaravie, w guberni kowieńskiej Imperium Rosyjskiego. Jej ojciec był spokrewniony z braćmi Antanasem i Jonasem Juška, znanymi badaczami litewskiego folkloru. Rodzice brali udział w powstaniu styczniowym; ojciec został na krótko uwięziony.
Juškytė otrzymała tylko rok formalnej edukacji w prywatnej szkole w Kiejdanach, a następnie kształciła się w domu pod kierunkiem matki. W młodości założyła nielegalną szkołę w Pernaravie, gdzie przez około 15 lat uczyła dzieci języka litewskiego, historii, geografii i religii.

### Działalność społeczna i kulturalna
W 1893 roku, wspólnie z Gabrielė Petkevičaitė-Bitė, założyła tajne stowarzyszenie Žiburėlis, które udzielało wsparcia finansowego ubogim litewskim studentom6. W 1895 roku pomogła uwolnić językoznawcę Kazimierasa Jauniusa z zakładu psychiatrycznego w Kazaniu i sprowadziła go na Litwę. Zredagowała jego notatki z zakresu gramatyki języka litewskiego, które zostały opublikowane w 1897 roku.
Publikowała artykuły w litewskich czasopismach, takich jak Varpas i Tėvynės sargas, często pod pseudonimem „Širšė”. Zbierała litewski folklor, który przekazywała m.in. Jonasowi Basanavičiusowi i Juozasowi Tumasowi-Vaižgantasowi. W 1899 roku wystąpiła w pierwszym publicznym przedstawieniu teatralnym w języku litewskim  pt. Amerika pirtyje (pol. Ameryka w saunie) w Połądze.

### Praca pedagogiczna i publikacje
W latach 1901–1912 pracowała jako prywatna nauczycielka. W tym okresie opublikowała trzy podręczniki do nauki czytania i pisania w języku litewskim oraz 12 000 kopii modlitewnika pt. Sveika Marija (1906, Wilno; pol. Zdrowaś Maryjo), zawierającego modlitwy w poprawnym języku litewskim.
W 1905 roku uczestniczyła w Wielkim Sejmie Wileńskim. Po zniesieniu zakazu druku w języku litewskim w 1904 roku została zaproszona do nauczania w szkole założonej przez hrabiego Włodzimierza Zubowa we dworze Ginkūnai. W 1912 roku opublikowała dwutomowy zbiór przetłumaczonych sztuk teatralnych autorstwa m.in. Lucjana Rydla, Bolesława Gorczyńskiego, Jana Adolfa Herza.

### Okres niepodległości Litwy
Podczas I wojny światowej pozostała na Litwie, zakładając kilka szkół w okolicach Pernaravy. Po odzyskaniu przez Litwę niepodległości w 1918 roku zorganizowała lokalną administrację, założyła miejscowy oddział Związku Strzelców Litewskich, którego była przewodniczącą, oraz wspierała armię litewską po buncie Żeligowskiego, organizując zbiórki żywności i odzieży.
W 1922 roku przewodniczyła lokalnej komisji ds. reformy rolnej, co doprowadziło do eksmisji jej rodziny z majątku Pernarava, gdzie mieszkali od 1830 roku.
W 1928 roku opublikowała książkę o mitach i legendach Wilna, będącą tłumaczeniem tekstów Władysława Zahorskiego.

## Ostatnie lata i upamiętnienie
W 1930 roku przeszła udar, który spowodował paraliż lewej strony ciała i zmusił ją do przejścia na emeryturę. Mimo trudności finansowych (jej emerytura wynosiła tylko 36 litów), pozostała aktywna w życiu kulturalnym, pisząc wspomnienia i pomagając innym w badaniach historycznych.
Zmarła 16 marca 1948 roku w Milvydai. Po odzyskaniu przez Litwę niepodległości w 1990 roku główna ulica w Pernaravie została nazwana jej imieniem. W 2019 roku, z okazji 150. rocznicy urodzin Jadvygi Juškytė, zorganizowano uroczystości upamiętniające jej działalność: m.in. odsłonięto i poświęcono rzeźbę w kaplicy, zasadzono dąb.